# 671
671(육백칠십일)은 670보다 크고 672보다 작은 자연수다.

## 수학
- 합성수로, 그 약수는 1, 11, 61, 671이다. 진약수의 합은 72이므로, 671은 부족수다.

## 과학
- NGC 671: 양자리 방향에 있는 나선은하.
- 671 카르네기아(영어판): 소행성.

## 교통

### 항공
- 아비앙카 항공 671편 추락 사고(영어판)

### 도로
- 아우토반 671호선(영어판, 독일어판): 독일의 고속도로.

## 군사
- LST-671: 제2차 세계 대전에 사용된 미국의 전차상륙함. 제2차 세계 대전의 종전 후 대한민국 해군에 편입되어 사용되었다.
- U-671(영어판, 독일어판): 제2차 세계 대전에 사용된 나치 독일의 군용 잠수함.

## 문화유산
- 대한민국의 보물 제671호: 곽재우 유물 일괄

## 기타
- 연도: 671년, 기원전 671년